# Didymium (Schleimpilze)
Didymium ist eine Gattung der Schleimpilze (Myxomyceten) aus der Ordnung Physarida. Ein deutscher Name ist Fellstäublinge.
Typusart ist Didymium melanospermum.

## Merkmale

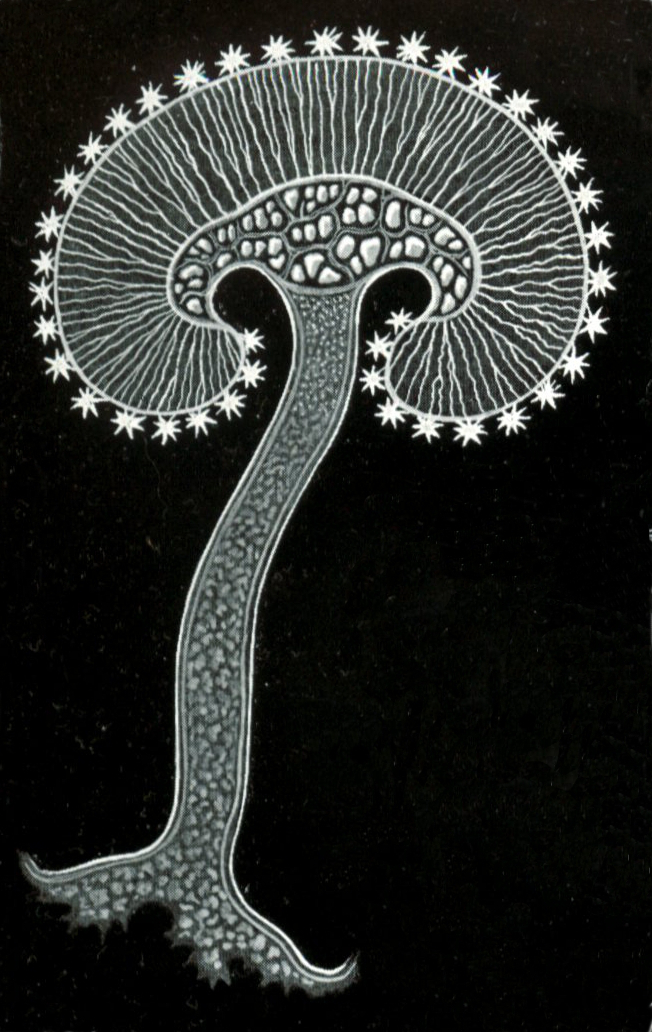
Schematischer Aufbau von Didymium melanospermum: gestieltes Sporokarp mit Columella und Fruchtteil. Auf der Peridie befinden sich die sternförmigen Kalkkristalle.

Die Fruktifikationen können als Sporokarpe oder als Plasmodiokarpe ausgebildet sein. Die Hülle (Peridie) ist membranartig dünn, selten knorpelig. Auf dessen Oberfläche befinden sich meist mehr oder weniger sternförmige Kalkkristalle. Diese sind entweder locker verteilt oder bilden eine zusammenhängende, eierschalenartige Schicht.
Das Capillitium besteht aus verzweigten oder netzig verbundenen Fasern. Sie sind meist kalkfrei und weisen dunkle knotige, trichterförmige oder rautenförmige Verdickungen auf. Manchmal besitzen sie Spiralleisten. Eine Columella ist, falls vorhanden, bei gestielten Fruktifikationen als Fortsetzung des Stiels oder bei ungestielten Exemplaren als kalkreiche Verdickung des Untergrundes ausgeprägt. Bei gestielten Sporokarpen kann eine Pseudocolumella auftreten. Sie ist platten- oder polsterförmig ausgebildet und besteht aus einer kalkhaltigen Verdickung der basalen Peridie. Oft wird dadurch eine Erweiterung der Stielspitze vorgetäuscht.
Die Sporen sind in Masse dunkelbraun bis schwarz.

## Gattungsabgrenzung
Die Gattung Diderma ist nah verwandt. Sie unterscheidet sich lediglich durch den amorphen Kalk der Peridie, während jener von Didymium kristallin strukturiert ist. Bei einigen Aufsammlungen finden jedoch auch bei Diderma Kalkausprägungen, die denen von Didymium ähneln.

## Systematik
Didymium leonium ähnelt makroskopisch und in der Struktur der Peridie der Gattung Lepidoderma. Daher wird die Art gelegentlich der Untergattung Lepidodermopsis zugeordnet. Die Berechtigung dieser Aufteilung wird jedoch angezweifelt.

## Arten
Die Gattung umfasst weltweit über 70 Arten. Für Mitteleuropa werden etwa 25 Arten angegeben:
- Didymium anellus
- Didymium annulisporum
- Didymium bahiense
- Didymium clavus
- Didymium comatum
- Didymium crustaceum
- Didymium decipiens
- Didymium difforme
- Didymium dubium
- Didymium eximium
- Didymium flexuosum
- Didymium iridis
- Didymium megalosporum
- Didymium melanospermum
- Didymium minus
- Didymium nigripes
- Didymium nivicolum
- Didymium ochroideum
- Didymium ovoideum
- Didymium pertusum
- Didymium serpula
- Didymium squamulosum
- Didymium trachysporum
- Didymium vaccinum
- Didymium verrucosporum